# Leucoma aneuphrix
Leucoma aneuphrix är en fjärilsart som beskrevs av Collenette 1960. Leucoma aneuphrix ingår i släktet Leucoma och familjen tofsspinnare. Inga underarter finns listade i Catalogue of Life.